# فرآیند تماس

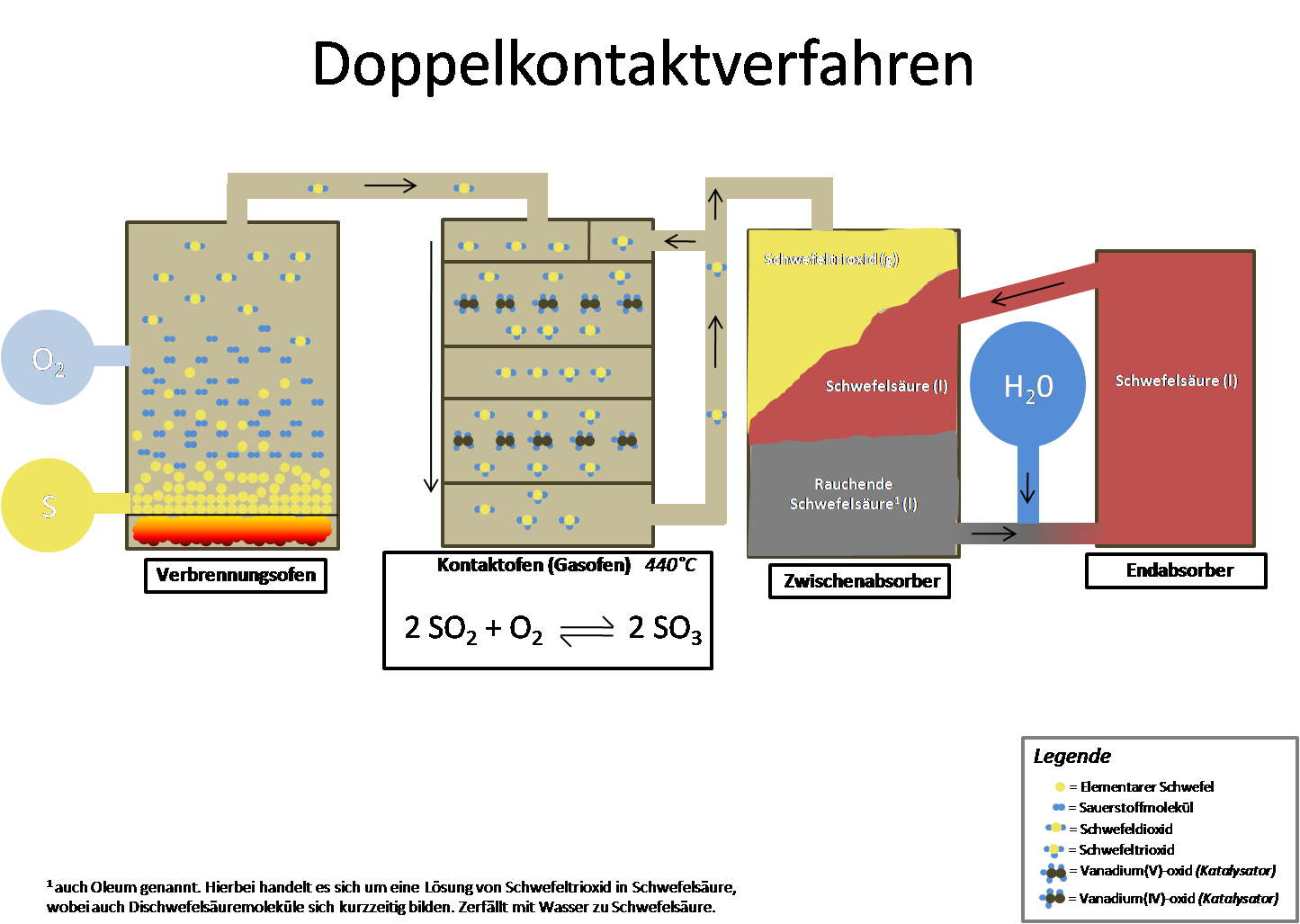
فرایند تماس

فرایند تماس یا فرایند مجاورتی (به انگلیسی: Contact process)، روش فعلی تولید سولفوریک اسید در غلظت‌های بالاست که برای فرایندهای صنعتی مورد نیاز است. در ابتدا از پلاتین به عنوان کاتالیزور این واکنش استفاده می‌شد. با این حال، از آنجا که این فلز نسبت به واکنش با ناخالصی‌های آرسنیک در مواد اولیه گوگرد حساس است، اکنون وانادیم(V) اکسید (V۲O۵) ترجیح داده می‌شود.

## تاریخچه
برای اولین بار، در سال ۱۸۳۱، پرگرین فیلیپس، که یک تاجر سرکه بریتانیایی، ثبت اختراع شد. وی جزئیات فرآیند تماسی را در پتنت خود شرح داد و به او تعلق دارد که این کشف علمی اولیه را انجام داده و از قابلیت‌های تجاری آن آگاه شده است. علاوه بر این که این فرآیند اقتصادی‌تری برای تولید اسید سولفوریک غلیظ نسبت به فرآیند اتاق سربی قبلی است،  با این حال، تا آن زمان، موفقیت عملی به دست نیامده بود. تولید مصنوعی آلیزارین در سال‌های ۱۸۶۸ تا ۱۸۷۲، یکی از عوامل اصلی پیشرفت این فرآیند بود زیرا آهستگی روند پیشرفت را از بین برد.

## فرآیند تولید سولفوریک اسید به روش تماسی
سولفوریک اسید معمولاً از دو مرحله اصلی تولید می‌شود. تولید اکسید سولفوریک و سپس تبدیل اکسید سولفوریک به سولفوریک اسید. در اینجا یک طرز معمول برای تولید این اسید شرح داده می‌شود:

### مرحله اول: تولید اکسید سولفوریک (SO3)
تولید گاز SO2: در این مرحله، گاز دی‌اکسید گوگرد (SO2) تولید می‌شود. این گاز معمولاً از تفکیک موادی مانند سولفیدها یا اکسیدهای گوگرد بدست می‌آید.
اکسیداسیون SO2 به SO3: گاز SO2 به وسیله یک کاتالیزور معمولاً با استفاده از دی‌اکسید ونادیوم (V2O5) به اکسید سولفوریک (SO3) اکسیده می‌شود. این فرآیند باعث تولید SO3 در شکل گازی می‌شود.

### مرحله دوم: تبدیل SO3 به سولفوریک اسید (H2SO4)
جذب SO3 در آب: گاز SO3 به وسیله آب جذب می‌شود و اسید سولفوریک تشکیل می‌دهد. این مرحله به عنوان تبدیل SO3 به اولئوم (اسید دی‌سولفوریک) شناخته می‌شود. این یک مرحله حرارتی و شدیداً گرمازا است.
تخریب هیدرات سولفوریک اسید به سولفوریک اسید: هیدرات سولفوریک اسید حاصل از مرحله قبل، به وسیله گرما تخریب می‌شود تا به سولفوریک اسید مایع (H2SO4) تبدیل شود. این فرآیند نیاز به تمامیت و دقت بسیار دارد چرا که با دمای بالا انجام می‌شود.

## واحد تصفیه
این شامل برج گردگیری، لوله‌های خنک‌کننده، اسکرابرها، برج خشک‌کن، تصفیه‌کننده آرسنیک و جعبه آزمایش است.
دی‌اکسید گوگرد دارای انواع آلودگی‌هایی نظیر بخارات، ذرات گرد و غبار و اکسید آرسنیک است. بنابراین، باید این گاز را تصفیه کرد تا از زهرآلودی کاتالیزور (یعنی از بین رفتن فعالیت کاتالیزی و افت کارایی) جلوگیری شود. در این فرآیند، گاز با آب شسته می‌شود و با اسید سولفوریک خشک می‌شود. در برج گردگیری، دی‌اکسید گوگرد در معرض بخار آب قرار میگیرد تا ذرات گرد و غبار را حذف کند. پس از سرد شدن گاز، دی‌اکسید گوگرد وارد برج شستشو می‌شود که در آن توسط آب اسپری شده و آلودگی‌های حل شونده حذف می‌شوند. در برج خشک‌کن، اسید سولفوریک بر روی گاز اسپری می‌شود تا رطوبت آن حذف شود. در نهایت، آرسنیک اکسید هنگامی که گاز به آهن (III) اکسید-هیدروکسید معرض می‌شود، حذف می‌شود.

## کارخانه های فرآیند تماسی
کارخانه‌های فرآیند تماسی (به انگلیسی: Contact Process Plants) به دو نوع هستند.
نوع ساده‌تر، کارخانه‌های تماسی سوخت‌سوز گوگرد، از گوگرد به عنوان ماده خام استفاده می‌کنند. گوگرد ذوب شده سوزانده می‌شود تا دی‌اکسید گوگرد تولید کند که سپس سرد و اکسیده می‌شود، معمولاً در حضور پلت‌هایی از مواد سیلیسیومی متخلخل که با پنتااکسید ونادیوم و یک ترکیب پتاسیمی اشباع شده‌اند، برای تشکیل سولفور تری‌اکسید در دماهای معتدل بالا.
نوع دیگر کارخانه‌های فرآیند تماسی، دی اکسید گوگرد را از مواد معدنی کم‌کیفیت حاوی گوگرد، مانند پیریت، تولید می‌کند. سرد کردن گاز برای حذف آلودگی‌ها و تقطیر و حذف بخشی از بخار آب ضروری است تا محصول اسید رقیق نشود. گاز دی‌اکسید گوگرد سپس با اسید سولفوریک غلیظ خشک شده و از تصفیه آن، گاز در این فرآیند سرد است، به جای گرما که در کارخانه‌های سوخت‌سوز گوگرد اتفاق می‌افتد، و باید به دمایی که کاتالیزور شروع به کار می‌کند گرم شود.

## تماس دوبرابر، جذب دوبرابر (DCDA)
مرحله بعدی پروسه تماس، فرآیند تماس دوبرابر، جذب دوبرابر (به انگلیسی: Double Contact Double Absorption) است. در این فرآیند، گازهای (SO2) و (SO3) تولید شده دوبار از برج‌های جذب عبور میکنند تا به جذب بالاتر و تبدیل SO2 به SO3 بیشتر و تولید سولفوریک اسید با گرید بالاتر منجر می شود.
گازهای غنی از SO2 وارد مبدل کاتالیزی می‌شوند، که معمولاً شامل برج‌هایی با چندین تخته کاتالیزور است، و به SO3 تبدیل می‌شوند که این مرحله اول تبدیل را انجام میدهد. گازهای خروجی از این مرحله شامل هردوی SO2 و SO3 هستند که از طریق برج‌های جذب میانی عبور می‌کنند و SO3 با آب واکنش داده و غلظت اسید سولفوریک را افزایش میدهد. هرچند که SO2 نیز از طریق برج عبور می‌کند اما واکنشی ندارد و از برج جذب خارج می‌شود.
این جریان گاز شامل SO2، پس از خنک‌سازی لازم، دوباره از طریق ستون تخته کاتالیزوری تبدیل شده و تا 99.8% از SO2 به SO3 تبدیل می‌شود و گازها دوباره از طریق ستون جذب نهایی عبور می‌کنند که این فرآیند نه تنها کارایی تبدیل بالا برای SO2 را به دست می آورد بلکه این امکان را فراهم میکند که که غلظت بالاتری از اسید سولفوریک تولید شود.
تولید صنعتی اسید سولفوریک شامل کنترل مناسب دما و جریان گازها است زیرا کارایی تبدیل و جذب به این عوامل وابسته هستند.

## یادداشت
1. ↑  پورجوادی، علی (۱۳۹۳). واژه نامه علوم و فناوری شیمی. تهران: فرهنگ معاصر. ص. ۹۳. شابک ۹۷۸-۶۰۰-۱۰۵-۰۷۱-۸.
2. ↑  شارپ، دیوید ویلیام. فرهنگ شیمی. ترجمهٔ عیسی یاوری. تهران: نوپردازان. ص. ۷۳۵. شابک ۹۷۸-۹۶۴-۹۷۵-۲۴۰-۲.
3. ↑  "History". Ravensdown. Archived from the original on May 23, 2010. Retrieved March 1, 2010.
4. ↑  W., W. (1925-09). "The Manufacture of Sulphuric Acid (Contact Process)". Nature (به انگلیسی). 116 (2915): 385–386. doi:10.1038/116385a0. ISSN 1476-4687. {{cite journal}}: Check date values in: |date= (help)